# Chemins de fer de grande banlieue
Pour les articles homonymes, voir CGB.
La Compagnie des chemins de fer de grande banlieue (CGB) est une ancienne compagnie de chemin de fer française qui assura l'exploitation d'un réseau de chemins secondaires à voie normale concédé par le département de Seine-et-Oise au début du XXe siècle.

## Histoire
En 1909, MM. Monod et Seydou obtiennent la concession d'un prolongement de la ligne du tramway de Versailles à Maule jusqu'à Meulan. La compagnie des chemins de fer de grande banlieue (CGB) se substitue donc à ces derniers.
Elle reçoit la concession d'un important réseau, comprenant celle de la ligne du tramway de Poissy à Saint-Germain. Elle adopte l'écartement normal des tramways parisiens qui est également celui des grands réseaux ferroviaires (1,435 m) avec cependant un gabarit plus étroit. La ligne du tramway de Versailles à Maule, initialement construite, à voie métrique est alors transformée à cet écartement.
Le réseau est divisé en deux secteurs : le réseau Nord, desservant l'Ouest et le Nord-Ouest de la Seine-et-Oise et le réseau Sud, le Sud du département. Il n'y a aucune liaison entre les deux réseaux qui sont cependant en correspondance avec des lignes d'autres compagnies ferroviaires.
Les lignes du réseau Nord sont en correspondance avec le réseau des tramways parisiens à Saint-Germain-en-Laye, avec  celui de l'administration des chemins de fer de l'État puis SNCF aux gares de Pontoise, de Poissy, Versailles-Rive droite, de Saint-Germain-en-Laye, de Maule, de Meulan-Hardricourt, de des Mureaux et de Magny-en-Vexin (terminus de la ligne de Chars à Magny-en-Vexin).
Celes du réseau Sud sont en correspondance à la gare d'Arpajon avec le chemin de fer de Paris à Arpajon et avec la Compagnie du chemin de fer de Paris à Orléans (P.O.) (SNCF à partir de 1938), avec la Compagnie des chemins de fer de Paris à Lyon et à la Méditerranée (P.L.M.) (SNCF à partir de 1938) aux gares de La Ferté-Alais, de Maisse et de Corbeil.
Les lignes ouvrent entre 1911 et 1913. L'ensemble du réseau a une longueur totale de 215 km.
En 1916, l'exploitation est suspendue faute de moyens techniques et financiers et une grande partie des rails sont récupérés pour l'effort de guerre. Seul le tronçon de Milly-la-Forêt à Corbeil reste exploité pour des convois de troupes.
L'exploitation est confié en 1921 par le Conseil Général du département de Seine-et-Oise à la Société des transports en commun de la région parisienne (STCRP) qui repose les voies déferrées au cours de la guerre. Le réseau est remis en service en 1923. La STCRP procède à des améliorations du service et envisage la desserte des Halles centrales de Paris.
Le réseau est ensuite racheté par le département de Seine-et-Oise, le 1er juillet 1927. Le 1er janvier 1933, l'exploitation du réseau est assurée par la Société Générale des Chemins de fer Economiques (SGCE).
Les différentes lignes vont fermer à partir de 1937, puis entre le printemps 1947 et l'automne 1948. La section de Maisse à Milly-la-Forêt fonctionne encore pour le trafic des marchandises jusqu'au 1er juillet 1953.
La section de Saint-Germain-en-Laye à Bouail de la ligne de Saint-Germain-en-Laye à Meulan est déclassée par décret le 5 mai 1950.

## Lignes

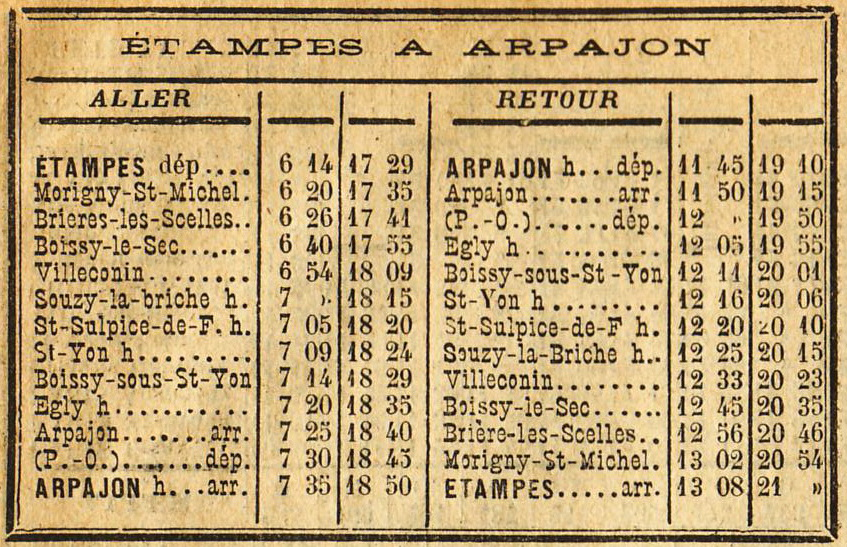
Horaires de la section Étampes à Arpajon pour l'été 1926.

Les Chemins de fer de grande banlieue exploitèrent, pour le compte du département de Seine-et-Oise, les lignes suivantes : 
Réseau Nord
- Saint-Germain-en-Laye - Bouafle - Meulan (24 km), ouverture le 13 mai 1912 ;
- Meulan - Sagy - Magny-en-Vexin (27 km), ouverture le 1er août 1913 ;
- Sagy - Pontoise -  Gency - Poissy (31 km), ouverture le 4 décembre 1912 ;
- Saint-Germain-en-Laye (Place Maurice Berteaux[7]) - Saint-Germain-en-Laye (rue Pereire), (3 km), ouverture en 1912 ;

Deux lignes sont cédées à la compagnie CGB et intégrées au réseau Nord :
- Versailles - Maule - Bouafle (38 km), ex-Tramway de Versailles à Maule, rétrocédée par décret du 6 décembre 1911 ;
- Saint-Germain-en-Laye - Poissy (5 km)

Réseau Sud
- Arpajon - Étampes (Jeu-de-Paume[8]) (30 km), ouverture le 23 novembre 1911 ;
- Étampes (Jeu-de-Paume) - Maisse - Milly-la-Forêt - Corbeil (54 km), ouverture le 8 juin 1912 ;
- Étampes (Jeu-de-Paume) - Saint-Martin-d'Étampes (2 km), ouverture le 1er janvier 1912 ;
- Bouville - La Ferté-Alais (9 km), ouverture en 1921[9].

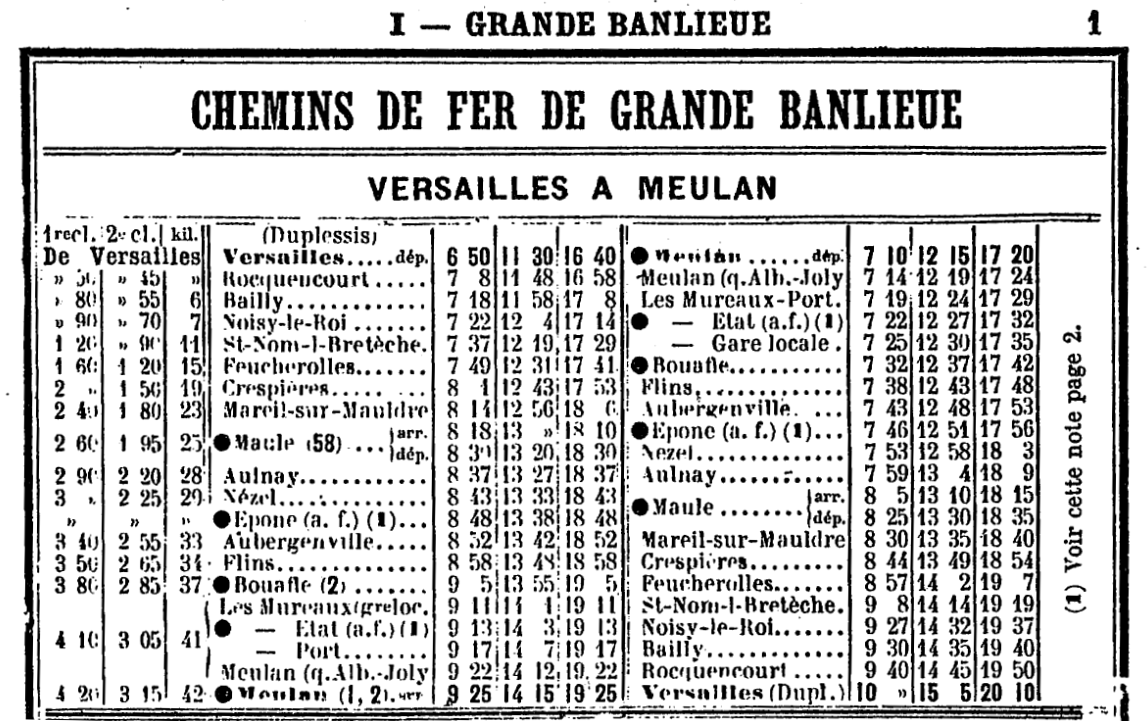
Horaires de la ligne Versailles-Maule-Bouafle-Meulan en mai 1914.

Le réseau est supprimé dans l'ordre suivant:
Réseau Nord
- le 18 octobre 1937, entre Saint-Germain-en-Laye (Place Maurice Berteaux) et la rue Pereire ;
- le 17 décembre 1938, entre  Versailles et Noisy-le-Roi ;
- le 6 octobre 1946, entre Saint-Germain-en-Laye et les Mureaux ;
- en 1946, entre les Mureaux et Sagy ;
- le 1er juillet 1949, entre Pontoise, Sagy et Magny-en-Vexin ;

Réseau Sud
- le 1er novembre 1948, entre Arpajon et  Étampes (Jeu-de-Paume) ;
- le 15 novembre 1948, entre Bouville et la Ferté-Alais ;
- le 1er juillet 1949, entre Étampes (Jeu-de-Paume) - Maisse et Milly-la-Forêt à Corbeil ;
- le 1er juillet 1953, entre Maisse et Milly-la-Forêt.

## Récapitulatif des ouvertures et fermetures des lignes
| Ouvertures | Section                                       | Longueur (km) | Fermetures |
| ---------- | --------------------------------------------- | ------------- | ---------- |
|            | Versailles - Magny-en-Vexin / Pontoise        |               |            |
| 1913       | Versailles - Noisy-le-Roi                     | 7             | 1938       |
| 1913       | Noisy-le-Roi - Bouafle                        | 31            | 1944       |
| 1912       | Bouafle - Les Mureaux                         | 4             | 1948       |
| 1912       | Les Mureaux - Meulan                          | 1             | 1944       |
| 1913       | Meulan - Sagy                                 | 7             | 1947       |
| 1913       | Sagy - Magny-en-Vexin                         | 20            | 1949       |
| 1912       | Sagy - Pontoise                               | 15            | 1949       |
|            | Ligne de Pontoise à Poissy                    |               |            |
| 1912       | Gency (Pontoise) - Maurecourt                 | 7             | 1939       |
| 1912       | Maurecourt - Poissy                           | 9             | 1934       |
|            | Saint-Germain-en-Laye - Bouafle               |               |            |
| 1912       | Saint-Germain-Bertaux - Saint-Germain-Péreire | 3             | 1937       |
| 1912       | St Germain-Péreire - Bouafle                  | 16            | 1948       |
|            | Arpajon - Corbeil                             |               |            |
| 1911       | Arpajon - Étampes-Jeu-de-Paume                | 30            | 1948       |
| 1912       | Étampes-Jeu-de-Paume - Maisse                 | 21            | 1949       |
| 1912       | Maisse - Milly-la-Forêt                       | 7             | 1953       |
| 1912       | Milly-la-Forêt - Corbeil-Essonnes             | 26            | 1949       |
| 1912       | Étampes-Jeu-de-Paume - Saint-Martin           | 2             | 1914       |
| 1921       | Bouville - La Ferté-Alais                     | 9             | 1948       |

Galerie de photographies
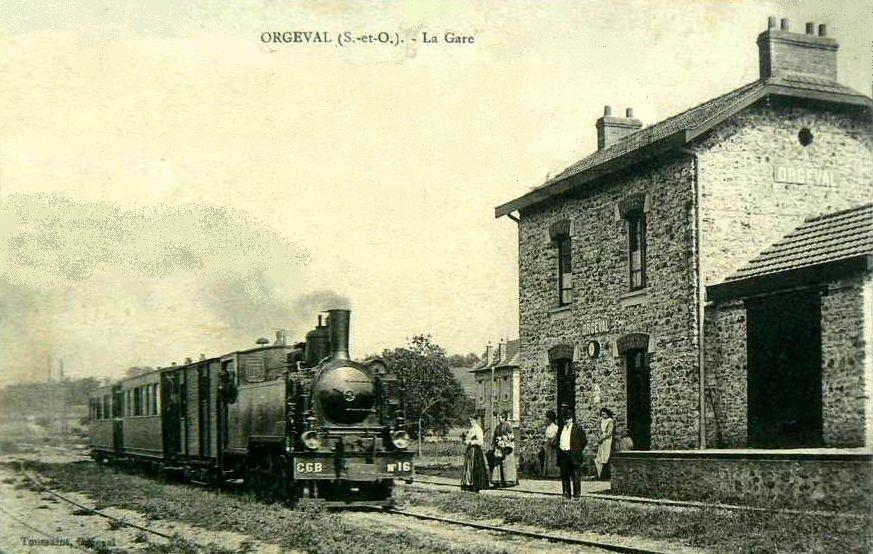
La gare d'Orgeval (Yvelines).
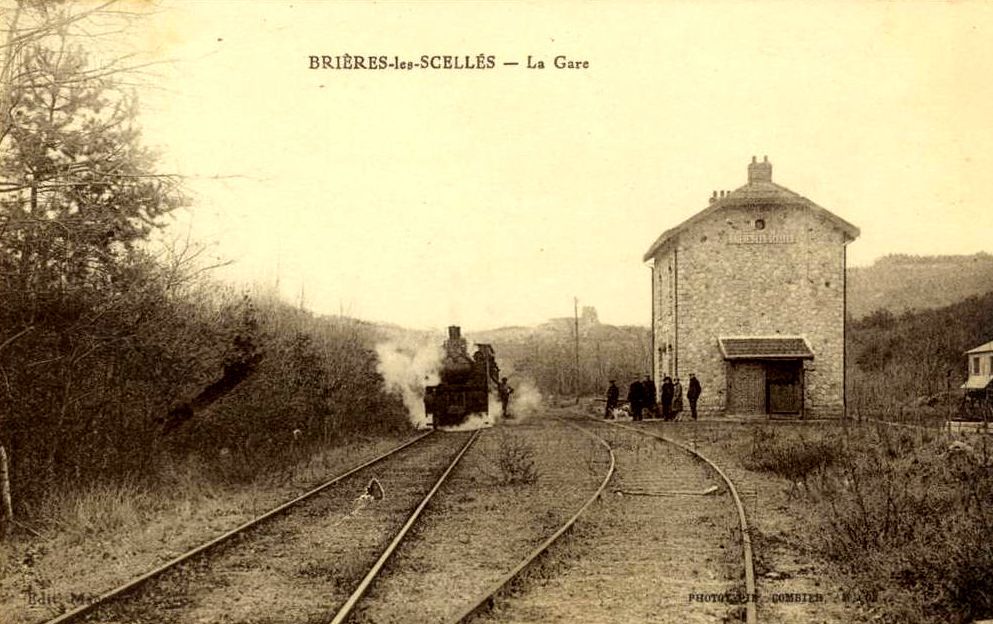
Gare de Brières-les-Scellés (Essonne).
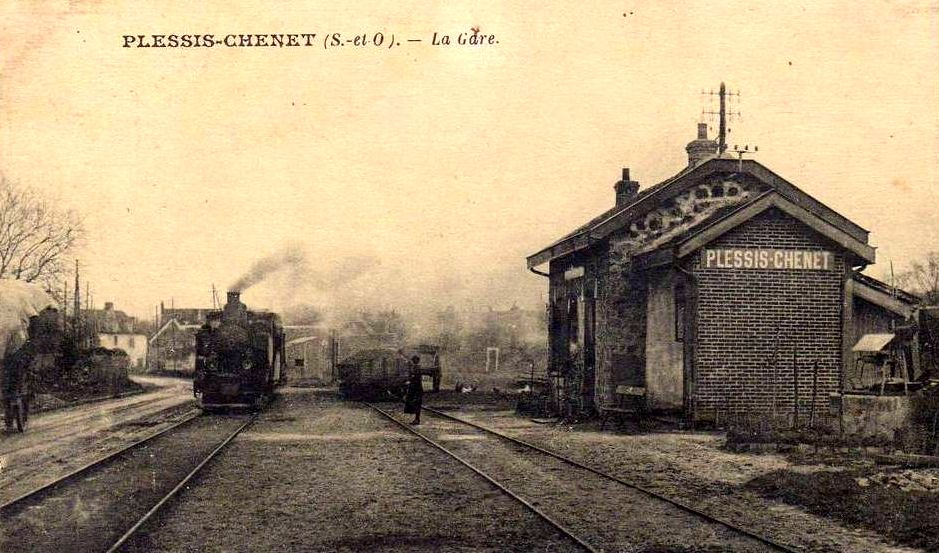
Gare du Plessis-Chenet (Essonne).
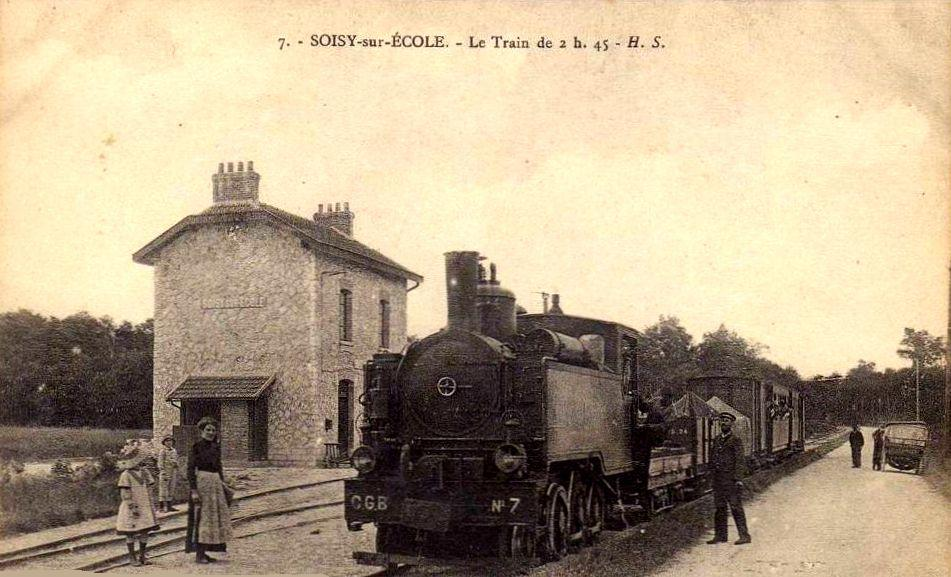
Gare de Soisy-sur-École (Essonne).
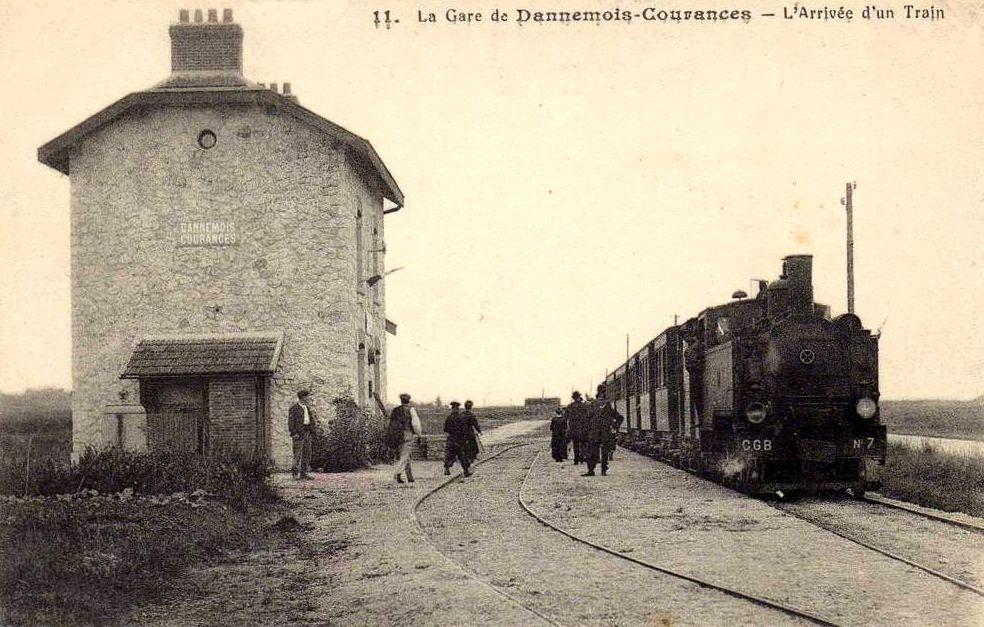
La gare de Dannemois - Courances (Essonne).
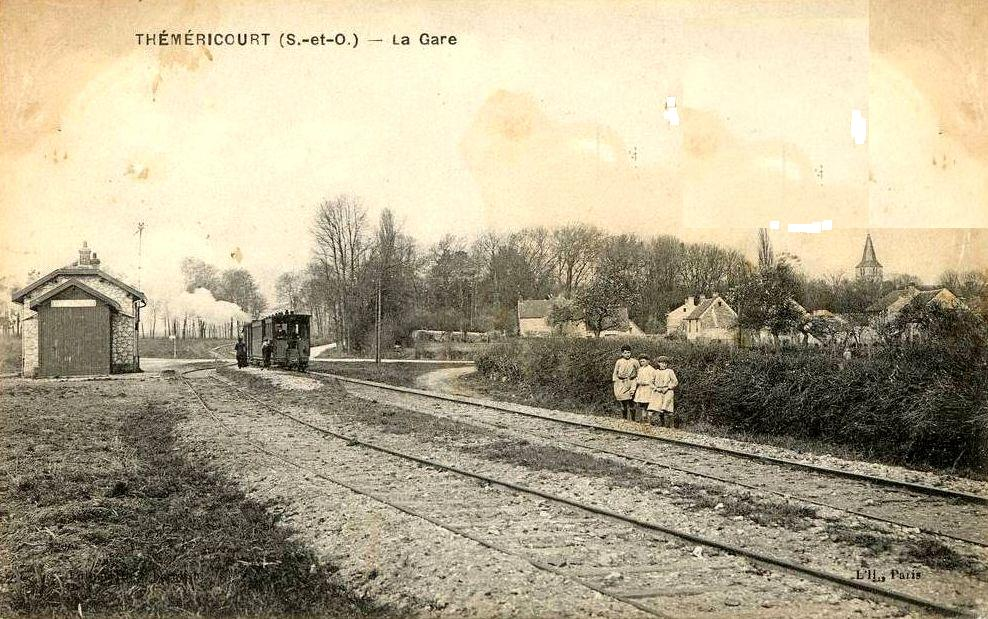
Gare de Théméricourt (Val-d'Oise).
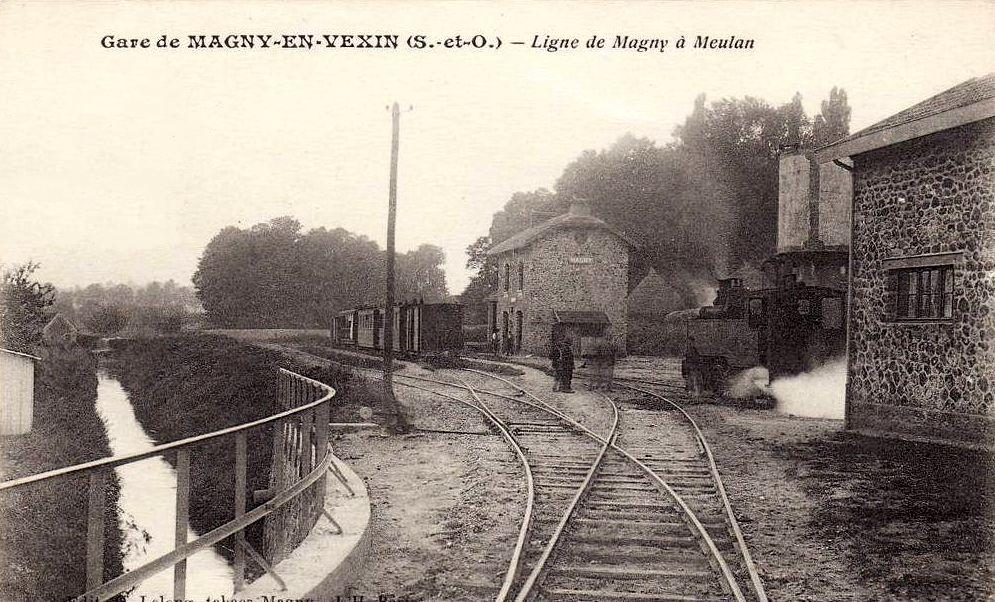
Gare de Magny-en-Vexin (Val-d'Oise).
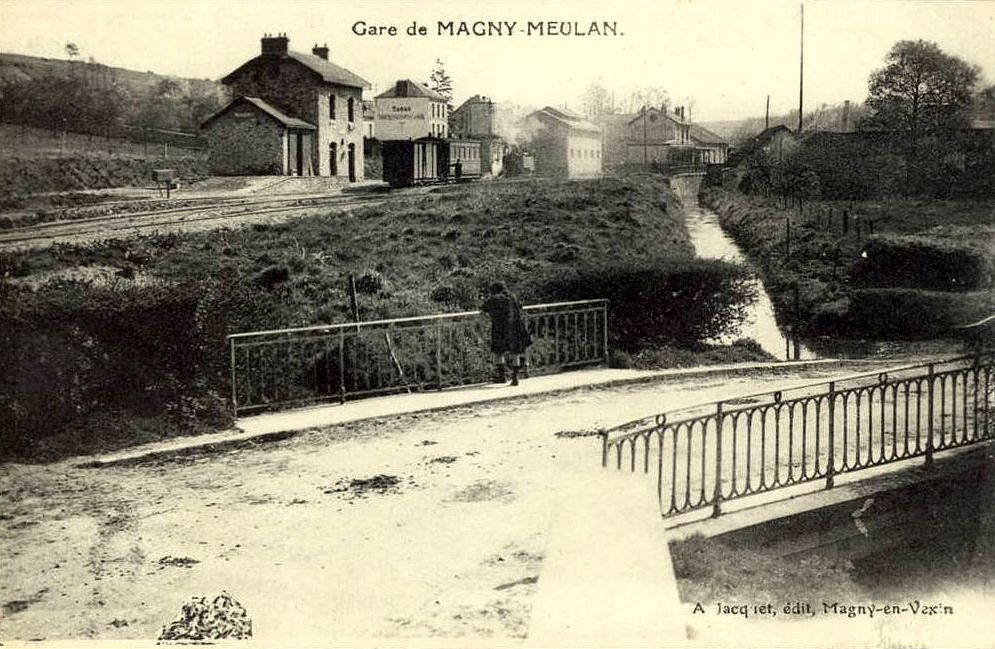
Gare de Magny-en-Vexin (Val-d'Oise).

## Matériel préservé
Une locomotive de la CGB est préservée par la Transvap à Beillé, la 030 T no 103,  Classé MH (1987).

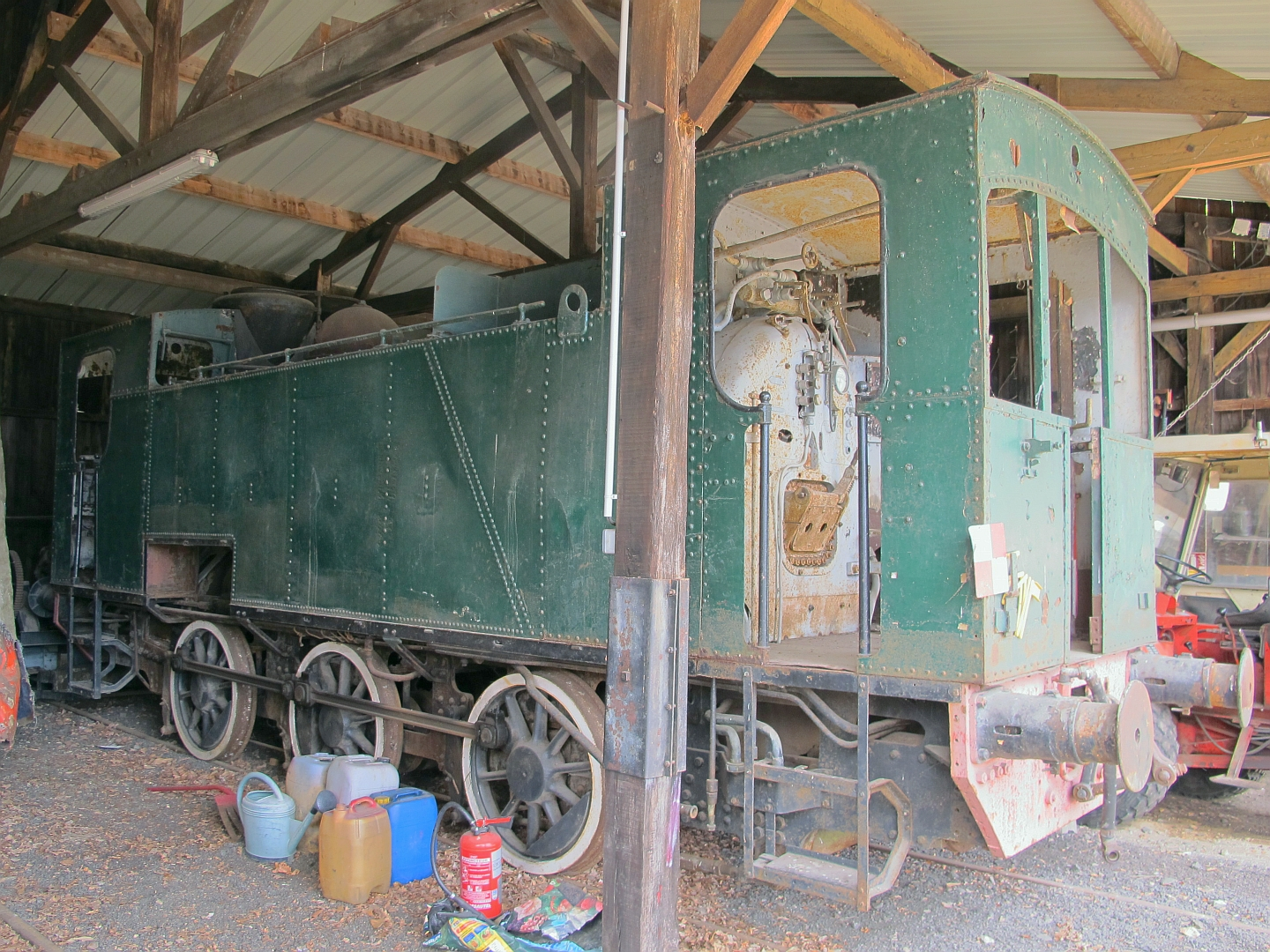
La 030 T no 103 préservée par la Transvap.